# Jeffrey L. Pasley
Jeffrey Lingan Pasley (nascido em 27 de fevereiro de 1964) é professor de história americana na Universidade do Missouri, com especialização na Primeira República .
Ele é o filho mais velho de John Pasley, ex-engenheiro civil e funcionário público local.

## Infância e educação
Pasley passou a maior parte de sua infância em Topeka, Kansas, graduando-se na Washburn Rural High School em 1982. Ele se formou no Carleton College, uma escola de artes liberais em Northfield, Minnesota, em 1986. Depois de se formar, mudou-se para Washington, DC, onde trabalhou na equipe da tentativa de campanha de Al Gore para a indicação presidencial democrata nas eleições de 1988, durante grande parte de 1986 e 1987. Ao longo do mesmo período, ele também contribuiu com artigos para The New Republic, uma revista liberal de comentários políticos.

## Carreira acadêmica
Pasley obteve seu doutorado na Universidade de Harvard em 1993 e ministrou aulas na Florida State University de 1993 a 1999, quando então iniciou seu atual período na Universidade de Missouri no final de 1999. A pesquisa de Pasley se dedica ao estudo da cultura política dos Estados Unidos, abrangendo o período que vai desde a Revolução Americana até a Guerra Civil. Além disso, Pasley deu aulas sobre os Estados Unidos durante a Guerra Fria, especialmente no campo das teorias da conspiração populares.
Seu livro The Tyranny of Printers, de 2001, mostrou que muitos dos primeiros políticos nos EUA eram impressores e editores de jornais, com base em "relatos biográficos bem elaborados de figuras críticas". Um trabalho posterior, The First Presidential Contest (2013) foi descrito como "Um livro excelente e importante. Provavelmente se tornará o estudo definitivo da eleição de 1796."  "A importância deste livro" residia em situar as eleições no contexto político mais amplo da época.
Em uma entrevista de 2015 para a Vox Magazine (um braço do jornal Columbia Missourian ), Pasley falou sobre o papel dos quadrinhos em refletir o clima político-social da época na América do pós-guerra.